# 清水工業
清水工業株式会社（しみずこうぎょう、英: Shimizu Kogyo Co.,Ltd.）は、日本のプレス・板金加工メーカー。明治36年（1903年）創業。
自動車・商用車（トラック、バス）関連部品をはじめ、住宅関連、電機関連の部品など24,000種類以上の中・厚物プレス加工等を行う。

## 沿革
- 1903年（明治36年） - 初代[何の?] 清水仲五郎、個人経営にて織物工場を開始
- 1921年（大正10年） - 2代目[何の?] 清水仲五郎、豊田力織機導入により工場を近代化
- 1930年（昭和5年） - 3代目[何の?] 清水又一、業務を引継ぎ『清水織物合資会社』に組織変更
- 1943年（昭和18年） - 『清水航機株式会社』と組織変更し、航空機部品の製造を開始
- 1945年（昭和20年） - 終戦により、『清水産業株式会社』と社名変更
- 1954年（昭和29年） - 清水セキ社長就任と共に『清水工業株式会社』と社名変更
- 1974年（昭和49年） - 山梨工場操業開始。プレス、溶接の主力生産工場となる
- 2001年（平成13年） - 12mmまで加工可能な1000tonプレス機を導入、厚物のプレス加工が可能になる
- 2001年（平成13年） - ISO14001-1996/JIS Q 14001-1996 山梨工場認証取得
- 2003年（平成15年） - 深絞り可能な200tonサーボプレス機を導入 プレス加工での加工形状範囲の拡大
- 2006年（平成18年） - IS14001[要説明] -2004/JIS Q14001-2004 山梨工場認証取得
- 2007年（平成19年） - 山梨工場に新完成品センター完成 操業開始
- 2009年（平成21年） - 本社・新事務棟完成
- 2012年（平成24年） - 深絞り可能な300tonサーボプレス機を導入 プレス加工での加工形状範囲の拡大
- 2012年（平成24年） - 茨城県古河市デポ稼働
- 2013年（平成25年） - 茨城県結城市にて結城工場操業開始
- 2013年（平成25年） - タイ王国にグループ会社 SHIMIZU METAL STAMPING (THAILAND) CO.,LTD. 設立
- 2014年（平成26年） - ISO9001-2008/JIS Q9001-2008 本社工場、山梨工場認証取得
- 2016年（平成28年） - ファイバーレーザー加工機の導入、アルミやステンレス等の難加工材料の製造対応も可能になる